# Frévin-Capelle
Frévin-Capelle ist eine französische Gemeinde mit 393 Einwohnern (Stand 1. Januar 2022) im Département Pas-de-Calais in der Region Hauts-de-France. Sie gehört zum Arrondissement Arras, zum Kanton Avesnes-le-Comte und zum Kommunalverband Campagnes de l’Artois.

## Lage
Die Gemeinde Frévin-Capelle liegt im Südosten des Artois, zwölf Kilometer nordwestlich von Arras. Nachbargemeinden von Frévin-Capelle sind Camblain-l’Abbé im Norden, Acq im Osten, Haute-Avesnes im Süden sowie Capelle-Fermont im Westen.

## Bevölkerungsentwicklung
| Jahr                       | 1962 | 1968 | 1975 | 1982 | 1990 | 1999 | 2006 | 2012 | 2022 |
| -------------------------- | ---- | ---- | ---- | ---- | ---- | ---- | ---- | ---- | ---- |
| Einwohner                  | 199  | 203  | 290  | 395  | 441  | 434  | 417  | 374  | 393  |
| Quellen: Cassini und INSEE |      |      |      |      |      |      |      |      |      |

## Sehenswürdigkeiten
- Kirche Notre-Dame

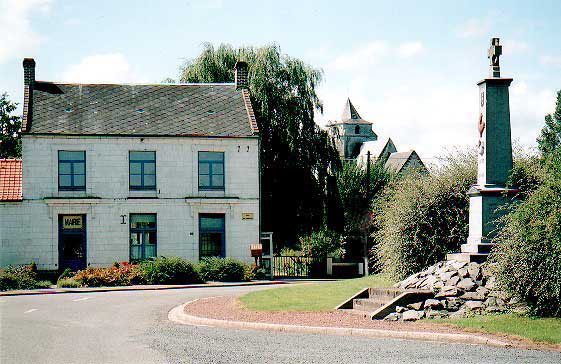
Mairie und Gefallenendenkmal
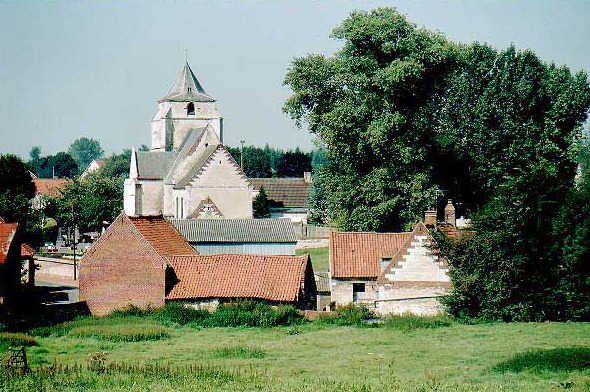
Kirche Notre-Dame
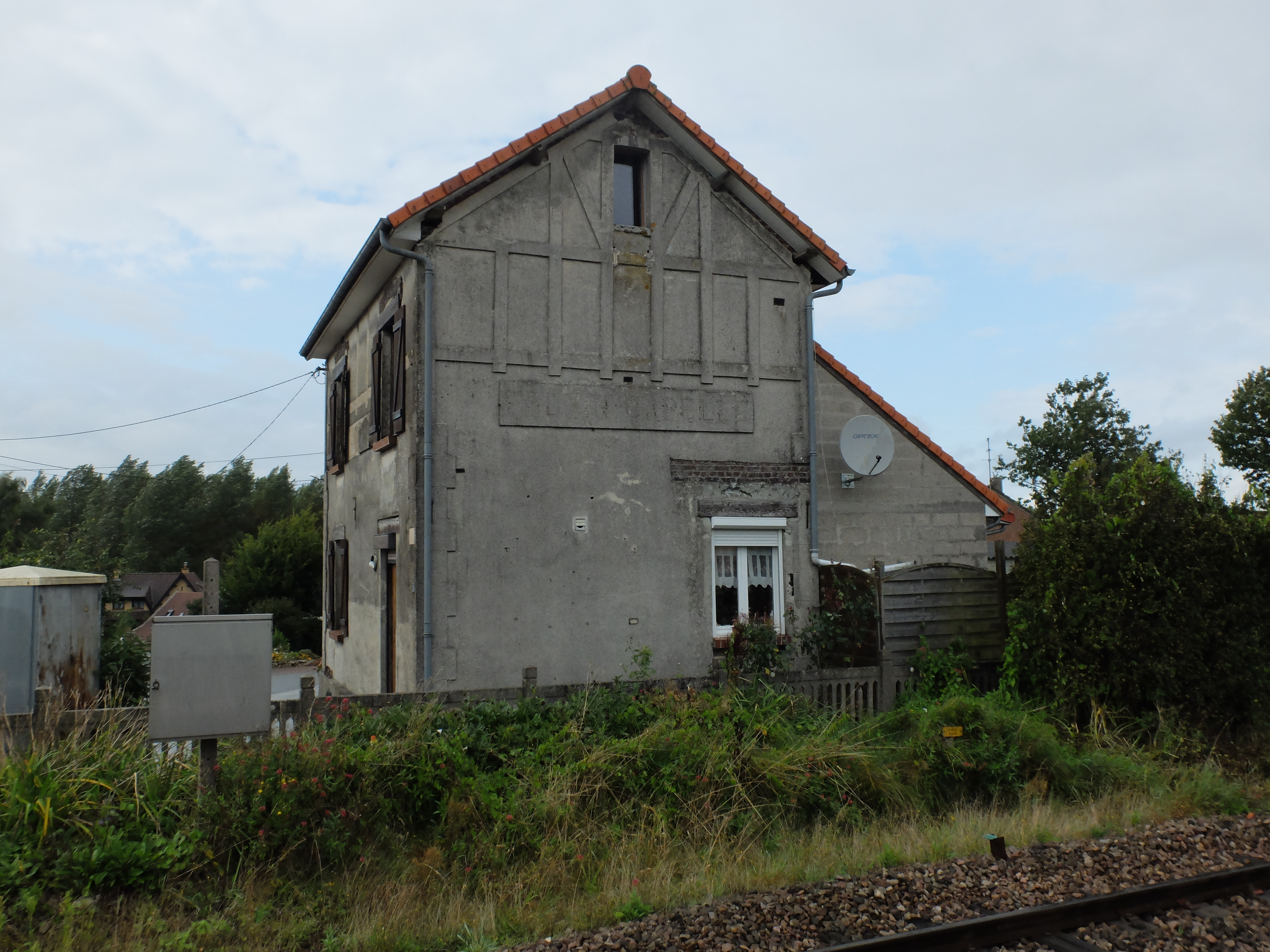
Bahnhof